# Politique en Tunisie
 (août 2022).
La politique en Tunisie s'exerce suivant la Constitution de 2014.

## Principes généraux
La Tunisie est une république. Le peuple est le détenteur de la souveraineté, source des pouvoirs qu'il exerce à travers ses représentants élus ou par voie de référendum.

## Institutions
| Fonction                   | Nom           | Parti       | Depuis                                      |
| -------------------------- | ------------- | ----------- | ------------------------------------------- |
| Président de la République | Kaïs Saïed    | Indépendant | 23 octobre 2019 (5 ans, 6 mois et 22 jours) |
| Chef du gouvernement       | Kamel Madouri | Indépendant | 7 août 2024 (9 mois et 8 jours)             |

### Pouvoir exécutif

#### Président
Le pouvoir exécutif est exercé par le président de la République et par un Gouvernement présidé par le premier ministre, chef du gouvernement.
Le président de la République est élu au suffrage universel direct pour un mandat de cinq ans.
En cas de vacance provisoire de la présidence, ses pouvoirs sont exercés par le chef du gouvernement. Si la vacance dépasse soixante jours, le président de l'Assemblée des représentants du peuple assure l'intérim jusqu'à l'élection d'un nouveau président.
Après le décès de Caïd Essebsi le 25 juillet 2019, Mohamed Ennaceur devient président de la République par intérim. Quelques semaines plus tard, le 13 octobre, Kaïs Saïed est élu président de la République avec 72,71 % des voix exprimées.

#### Gouvernement
Le gouvernement est responsable devant l'Assemblée des représentants du peuple.

### Pouvoir législatif
Le pouvoir législatif est confié à l'Assemblée des représentants du peuple, élue au suffrage universel direct. Le pouvoir peut aussi se faire par référendum.
L'Assemblée est élue au scrutin proportionnel pour un mandat de cinq ans. Elle peut être dissoute par le président de la République si elle ne parvient pas à accorder sa confiance à un gouvernement.
L'Assemblée constituante peut censurer le gouvernement ou un ministre en particulier.

### Pouvoir judiciaire
Le pouvoir judiciaire est indépendant et garantit l'instauration de la justice, la suprématie de la Constitution, la souveraineté de la loi et la protection des droits et des libertés.

## Constitution

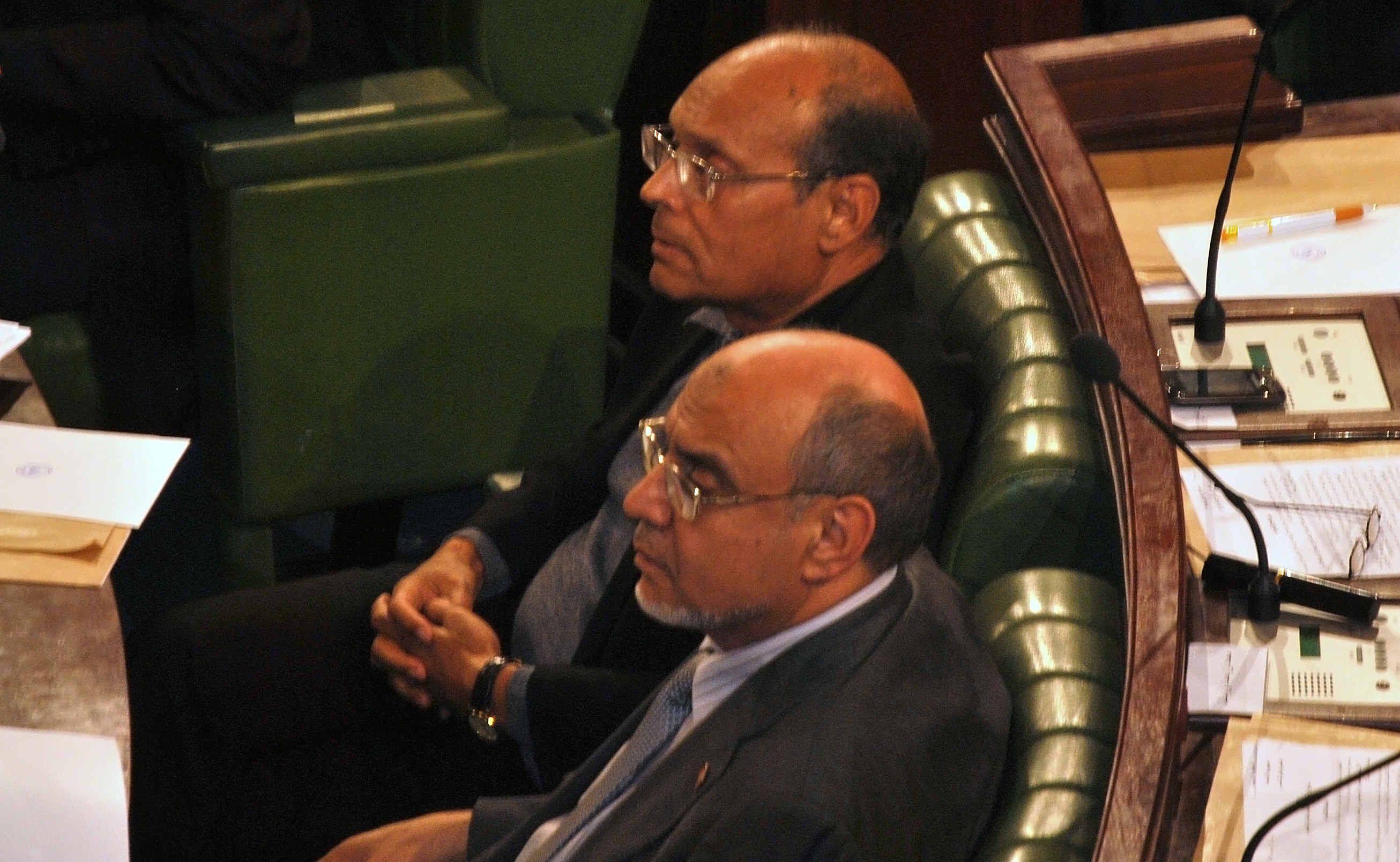
Moncef Marzouki, président de la République, et Hamadi Jebali, chef du gouvernement, en 2011.

La Constitution tunisienne de 2014 est adoptée par l'Assemblée constituante le 26 janvier 2014 (200 voix pour, 12 contre et 4 abstentions) en remplacement de la Constitution de 1959. Elle est entrée en vigueur le 10 février.
La Constitution est issue d'un compromis entre Ennahdha et les autres partis de l'Assemblée constituante. Elle affirme dans son préambule vouloir concrétiser « les objectifs de la révolution ». L'article 1 précise :

« La Tunisie est un État libre, indépendant et souverain, l'Islam est sa religion, l'arabe sa langue et la République son régime. […] »

La nouvelle Constitution prévoit un régime semi-présidentiel dans lequel le président de la République dispose de certaines prérogatives, telles que nommer le chef du gouvernement. L'islam est la religion d'État mais la Constitution ne fait pas mention de la charia et précise que « La Tunisie est un État à caractère civil » (art. 2) et consacre la liberté de conscience (art. 6). Le chapitre II de la Constitution dresse la liste des droits fondamentaux des Tunisiens et oblige l'État « à garantir la représentativité des femmes dans les assemblées élues » (art. 34).

### Cour constitutionnelle
La Constitution de 2014 prévoit la création d'une Cour constitutionnelle au plus tard un an après les premières élections législatives suivant la période de transition. Celle-ci devra exercer le contrôle de constitutionnalité a priori des projets de loi à la demande du chef du gouvernement, du président de la République ou de trente élus de l'Assemblée des représentants du peuple. La Cour pourra aussi se prononcer a posteriori sur la constitutionnalité des lois adoptées qui lui seront soumises par les tribunaux, à la demande des parties lors d'un procès.

### Instances constitutionnelles indépendantes
L'article 125 de la Constitution prévoit l'existence de cinq autorités indépendantes de régulation :
- l'Instance supérieure indépendante pour les élections ;
- l'Instance de la communication audiovisuelle ;
- l'Instance des droits de l'homme ;
- l'Instance du développement durable et des droits des générations futures ;
- l'Instance de la bonne gouvernance et de la lutte contre la corruption.

## Partis politiques
- Ennahdha (68)
- Coalition nationale (43)
- Nidaa Tounes (26)
- Machrouu Tounes (15)
- Bloc démocrate (12)
- Allégeance à la patrie (10)
- Bloc Front populaire (9)
- Hors groupe (34)

Composition de l'Assemblée des représentants du peuple (2019) issue des élections législatives de 2014 :

Longtemps dominé par le Rassemblement constitutionnel démocratique (RCD) de Zine el-Abidine Ben Ali, héritier du mouvement indépendantiste mené par Habib Bourguiba, la vie politique tunisienne compte, à la suite de la révolution, 209 partis politiques actifs en novembre 2017.
Les principaux partis politiques sont :
- Ennahdha ;
- Tahya Tounes ;
- Nidaa Tounes ;
- Machrouu Tounes ;
- Front populaire ;
- Afek Tounes ;
- Courant démocrate.

Le journaliste Alain Gresh estime que dans les années qui ont suivi la révolution, les débats se sont focalisés sur la Constitution et la place de l'islam, au point « d'occulter les questions économiques et sociales. En fait, des deux côtés de la barrière, les forces en présence partageaient les mêmes positions : elles n'étaient pas hostiles aux politiques néolibérales. Après 2013, malgré les divergences et la mise en scène d'un affrontement majeur entre deux camps, Ennahdha et Nidaa Tounes, ont en fait géré le pays de façon consensuelle, parce que ces partis n'avaient pas de désaccord fondamental sur les questions économiques et sociales ».